# Klein Amerika (Harpstedt)
Klein Amerika ist ein Ortsteil der Gemeinde Harpstedt im Landkreis Oldenburg, Niedersachsen. Es liegt in der Wildeshauser Geest unweit des Delmetals und der Ozeanbrücke, die hier die Delme kreuzt.

## Geschichte
Die Ansiedlung geht zurück auf einen Amerika-Auswanderer, der 1904 zurückkehrte und im heutigen Klein Amerika das „Gasthaus Amerika“ baute. Es war seinerzeit das erste Gebäude in der Umgebung, wo es sonst nur Heide und Buschwerk gab. Die Gaststätte war recht bekannt und auch beliebt. Die daraus erwachsene Ansiedlung trägt seitdem den Namen Klein Amerika und in Erinnerung an seinen Weg nach Amerika wurde die sich in der Nähe befindende Brücke über die Delme dann Ozeanbrücke genannt.